# Ryan Phillippe
Matthew Ryan Phillippe född 10 september 1974 i New Castle, Delaware, är en amerikansk skådespelare. Phillippe fick sitt stora genombrott när han spelade en av huvudrollerna som Barry Cox i skräckfilmen Jag vet vad du gjorde förra sommaren från 1997. Han spelade även en stor roll som polis i Oscarsvinnaren Crash från 2004.
Han var gift med skådespelaren Reese Witherspoon 1999–2007 och har två barn tillsammans med henne. Han har ytterligare en dotter tillsammans med modellen och skådespelaren Alexis Knapp.

## Filmografi (urval)
- 1993 – The Secrets of Lake Success (TV-serie)
- 1994 – Matlock (TV-serie)
- 1995 – Dödlig Invasion
- 1996 – Den vita stormen
- 1996 – Invader
- 1997 – Jag vet vad du gjorde förra sommaren
- 1997 – Nowhere
- 1997 – Little Boy Blue
- 1998 – Sex lektioner i kärlek
- 1998 – Studio 54
- 1998 – På farlig mark
- 1999 – En djävulsk romans
- 2000 – Way of the Gun
- 2000 – Company Man - Den ofrivillige spionen
- 2001 – Conspiracy.com
- 2001 – Gosford Park
- 2002 – Igby Goes Down
- 2003 – The I inside
- 2004 – Crash
- 2005 – Chaos
- 2006 – Flags of Our Fathers
- 2006 – Five Fingers
- 2007 – Breach
- 2008 – Stop-Loss
- 2008 – Franklyn
- 2010 – MacGruber
- 2010 – The Hidden War
- 2011 – The Lincoln Lawyer
- 2011 – Setup
- 2012 – Revenge for Jolly!
- 2013 – Straight A's
- 2014 – Reclaim
- 2016 – Shooter
- 2017 – Wish Upon

| Årtal | Grupp                               | Pris                                                             | Arbete                          | Resultat  |
| ----- | ----------------------------------- | ---------------------------------------------------------------- | ------------------------------- | --------- |
| 1998  | Blockbuster Entertainment Awards    | Favorite Supporting Actor: Horror                                | I Know What You Did Last Summer | Nominerad |
| 1999  | Golden Raspberry Awards             | Worst Actor                                                      | 54                              | Nominerad |
| 1999  | Teen Choice Awards                  | Film – Choice Actor                                              | Cruel Intentions                | Nominerad |
| 1999  | Teen Choice Awards                  | Film – Sexiest Love Scene (Delad med Reese Witherspoon)          | Cruel Intentions                | Nominerad |
| 2000  | Golden Slate (Hungary)              | Best Actor in a Leading Role                                     | 54                              | Nominerad |
| 2000  | MTV Movie Awards                    | Best Male Performance                                            | Cruel Intentions                | Nominerad |
| 2001  | Teen Choice Awards                  | Film – Choice Actor                                              | Antitrust                       | Nominerad |
| 2002  | Critics Choice Awards               | Best Acting Ensemble                                             | Gosford Park                    | Vann      |
| 2002  | Florida Film Critics Circle Awards  | Best Ensemble Cast                                               | Gosford Park                    | Vann      |
| 2002  | Online Film Critics Society Awards  | Best Ensemble                                                    | Gosford Park                    | Vann      |
| 2002  | Phoenix Film Critics Society Awards | Best Acting Ensemble                                             | Gosford Park                    | Nominerad |
| 2002  | Satellite Awards                    | Outstanding Motion Picture Ensemble                              | Gosford Park                    | Vann      |
| 2002  | Screen Actors Guild Awards          | Outstanding Performance by a Cast of a Theatrical Motion Picture | Gosford Park                    | Vann      |
| 2005  | Gotham Awards                       | Best Ensemble Cast                                               | Crash                           | Nominerad |
| 2006  | Black Reel Awards                   | Best Ensemble                                                    | Crash                           | Vann      |
| 2006  | Screen Actors Guild Awards          | Outstanding Performance by a Cast in a Motion Picture            | Crash                           | Vann      |
| 2008  | Teen Choice Awards                  | Choice Movie Actor: Drama                                        | Stop-Loss                       | Nominerad |
| 2009  | Prism Awards                        | Performance in a Feature Film                                    | Stop-Loss                       | Nominerad |